# Tropidophora michaudi
Tropidophora michaudi é uma espécie de gastrópode  da família Pomatiidae.
É endémica de Maurícia.